# 帕拉齐纽
帕拉齐纽是巴西北大河州的一个市镇。总面积274.668平方公里，总人口4580人，人口密度16.7人/平方公里。